# 奇拉瓦
奇拉瓦（Chirawa），是印度拉贾斯坦邦金基农县的一个城镇。总人口37210（2001年）。

## 人口
该地2001年总人口37210人，其中男性19543人，女性17667人；0—6岁人口5696人，其中男3120人，女2576人；识字率65.87%，其中男性为74.86%，女性为55.93%。